# Sous le tapis
Pour plus de détails, voir Fiche technique et Distribution.
Sous le tapis est une comédie dramatique française écrite et réalisée par Camille Japy, sortie en 2023.

## Synopsis
Odile et Jean se préparent à recevoir leurs enfants et petits enfants dans leur grande maison à la campagne pour fêter l'anniversaire d'Odile. Alors que Jean cherche à attraper une boite à couture dans le haut de l'armoire de la chambre, il meurt brutalement d'un arrêt cardiaque. Lorsque Odile le découvre, elle panique et va chercher un voisin agriculteur qui ne peut que constater le décès. Anéantie, elle n'appelle pas les secours et attend simplement allongée aux côtés de son mari. Mais lorsqu'elle entend sa fille Sylvie arriver, elle cache le corps sous le lit et prétend à tous qu'il dort. La journée se poursuit normalement, jusqu'à ce que son petit-fils découvre le corps dans la chambre...

## Fiche technique
Sauf indication contraire, les informations mentionnées dans cette section peuvent être confirmées par les bases de données cinématographiques IMDb et Allociné,  présentes dans la section « Liens externes ».
- Titre original : Sous le tapis
- Réalisation : Camille Japy
- Scénario : Camille Japy
- Musique : Matthieu Chedid
- Décors :
- Costumes :
- Photographie : Benjamin Rufi
- Montage : Camille Toubkis
- Son : François Guillaume
- Production : Isabelle Grellat
  - Producteur associé : Éric et Nicolas Altmayer
- Sociétés de production : Madarin & Compagnie
- Sociétés de distribution : Paname Distribution
- Pays de production :  France
- Langue originale : français
- Format : couleur — 1,85:1
- Genre : comédie dramatique
- Budget : 1,8 million €
- Durée : 97 minutes
- Dates de sortie :
  - France : 19 juillet 2023

## Distribution
Sauf indication contraire ou complémentaire, les informations mentionnées dans cette section proviennent du générique de fin de l'œuvre audiovisuelle présentée ici.
- Ariane Ascaride : Odile
- Bérénice Bejo : Sylvie, la fille d'Odile et Jean
- Thomas Scimeca : Lucas, le fils d'Odile et Jean
- Marilou Aussilloux : Clara, la compagne de Lucas
- Stéphane Brel : Mathieu, le compagnon de Sylvie
- Christophe Odent : Hervé, le frère jumeau d'Odile
- Bernard Alane : Jean
- Hugo Questel : Clément, le fils de Sylvie
- Scarlett Cholleton : Sarah, la fille de Sylvie
- Luce Renier : Mathilde, la fille de Mathieu
- Christophe Kourotchkine : M. Coquenpot
- Zinedine Soualem : Dr Jiveau
- Nicolas Vaude : M. Philippe
- Guillaume Clemencin : un brancardier